# Gaudencio Hernández Burgos
Gaudencio Hernández Burgos (Poza Rica; 19 de junio de 1962) es un profesor de primaria y político mexicano.
Fue Diputado Federal uninominal en el Distrito V con cabecera en Poza Rica de Hidalgo por el Partido Revolucionario Institucional.

## Carrera Legislativa
Fue diputado federal por el Quinto Distrito con cabecera en Poza Rica, y representando también a los municipios de Coatzintla, Tihuatlán y Castillo de Teayo) en la LX Legislatura del H. Congreso de la Unión, en el periodo 2012-2015.
En 2018 se postula por el Partido Revolucionario Institucional en la diputación local por el V Distrito Local de Veracruz para se diputado del Congreso del Estado de Veracruz aunque está en disputa la candidatura junto a Víctor Benavides Cobos y Edson de Jesús Andrade Reyes.